# Amphitryon 38
Pour les articles homonymes, voir Amphitryon (homonymie).
Amphitryon 38 est une pièce de théâtre en trois actes de Jean Giraudoux, écrite en 1929 et représentée pour la première fois le 8 novembre 1929 à la Comédie des Champs-Élysées dans une mise en scène de Louis Jouvet. Giraudoux prétendait fournir la 38e et dernière version du mythe d'Amphitryon, d'où le titre de la pièce.
C'est une version à la fois moderne et comique (elle est d'ailleurs sous-titrée « comédie ») où le vocabulaire fin et soutenu est mêlé au vocabulaire courant et actuel. Cette pièce est une tragi-comédie car il s’y trouve des dieux, des héros, des scènes mythologiques, mais aussi des esclaves, des situations cocasses (souvent des quiproquos).

## Résumé de la pièce
La ravissante Alcmène, reine de Thèbes, épouse d'Amphitryon, est l'objet du désir de Jupiter qui souhaite engendrer Hercule en son sein. Jupiter aime en Alcmène l'amour humain que celle-ci porte à son époux et son infaillible fidélité le trouble. Avec Mercure il fomente une diversion pour tromper Alcmène en envoyant Amphitryon à la guerre et en prenant sa forme humaine, sachant qu'il s'agit du seul stratagème possible pour parvenir à ses fins. Mercure, incarné sous la forme de Sosie, annonce à la reine que son mari, reviendra secrètement le soir même du champ de bataille pour passer la nuit auprès d'elle. Alcmène le croit et l'attend dans la pénombre au balcon. Jupiter, sous la forme d'Amphitryon, passe une divine nuit avec Alcmène qui ne se doute de rien.
Jupiter charge ensuite Mercure d'annoncer sa venue officielle dans Thèbes pour son union au grand jour avec la reine. Informée, toute la ville se presse aux portes du palais, pour se réjouir de la bonne nouvelle. C'est alors qu'Alcmène, désespérée car refusant de trahir son mari et préférant à cela la mort, reçoit la visite de Léda, qui a été, elle aussi, une élue de Jupiter. Léda, que Jupiter n'a vue qu'une seule fois, fait part à Alcmène de son désir de le revoir. Cette dernière se détourne de ses projets de suicide, et imagine un stratagème pour échapper au grand dieu. Elle supplie Léda de prendre sa place au matin dans la sombre chambre nuptiale ; Léda y consent.
Amphitryon de retour de la guerre au matin est dupé par sa femme qui est sûre alors de reconnaître en lui Jupiter. Il passe un moment à l'aube avec Léda. Jupiter arrive alors dans Thèbes en liesse pour consommer officiellement son union et concevoir Hercule. Amphitryon, sorti des bras de Léda qu'il a prise pour sa femme, s'interpose alors, mais malgré ses protestations, il est obligé de se plier à la volonté du grand dieu. Alcmène, seule avec Jupiter, tente alors une dernière esquive désespérée, en lui proposant un marché : elle lui propose de devenir son amie ce qui est inédit, car les dieux ignorent tout de l'amitié. Après diverses précisions, Jupiter comprend et accepte. Une dernière épreuve est imposée par Jupiter ; si la malheureuse arrive à justifier son refus aux Thébains, il la laissera. Comme elle y parviendra, le grand dieu la quitte comme un ami. Toutefois, il lui fait promettre que son futur fils se nommera Hercule. Alcmène accepte et est heureuse d'être restée fidèle.
Or, par deux fois, la reine a entrevu la terrible vérité sans totalement se l'avouer. Elle demande à Jupiter l'oubli de cette terrible journée qu'il lui accorde sous la forme d'un baiser. Jupiter embrasse Alcmène, profondément troublée par la familiarité de ce baiser, et satisfait de son stratagème victorieux s'en va. Devant la plèbe thébaine, elle déclare avoir embrassé pour la troisième fois le Dieu des dieux.

## Iconographie
- Amphitryon 38, affiche lithographique de Paul Colin, 1929.